# سرقت بزرگ (فیلم ۱۹۴۹)
سرقت بزرگ (به انگلیسی: The Big Steal) فیلمی محصول سال ۱۹۴۹ و به کارگردانی دان سیگل است. در این فیلم بازیگرانی همچون رابرت میچام، جین گریر، ویلیام بندیکس، پاتریک نولز، رامون نووارو، دان آلوارادو و جان کوالن ایفای نقش کرده‌اند.